# Димитър Агура
Вижте пояснителната страница за други личности с името Агура.
Димитър Димитров Агура е български историк, един от първите преподаватели по история в Софийския университет „Свети Климент Охридски“.

## Биография

### Произход, образование и работа
Димитър Агура е роден през 1849 г. в българско семейство в Чушмелия, Бесарабия. Първоначално учи в Болград, след което завършва семинарията в Яш, Румъния, (1868) и история в Яшкия университет (1872). След това работи в Румъния като учител в Бърлад (1872 – 1874) и училищен инспектор в Яш и Васлуй. Няколко години преподава румънски език и българска история в Болградската гимназия (1875 – 1878).

### Професионална и политическа кариера
След Освобождението на България Димитър Агура пристига в страната и работи като чиновник в Министерството на вътрешните работи (1879 – 1883). Временно управлява Министерството на народното просвещение в кабинета на Леонид Соболев (1883). След това е директор на Софийската (1884 – 1885) и Пловдивската мъжка гимназия (1885 – 1889).
След откриването на Висшето училище (днес Софийски университет „Свети Климент Охридски“) през 1889 Димитър Агура става преподавател по история в него. На няколко пъти е ректор на университета (1889 – 1890, 1892 – 1895, 1907 – 1908). През 1900 г. става действителен член на Българското книжовно дружество. През 1901 г. е сред основателите на Българското историческо дружество и е негов председател до смъртта си.
През 1903-1904 година Димитър Агура е председател на Благотворителната комисия за подпомагане на пострадалото след Илинденско-Преображенското въстание население в Македония.

### Смърт
Димитър Агура умира през 1911 г. в Яш, където се намира за честванията на петдесетгодишнината на Яшкия университет.

## Семейство
Негов син е строителният инженер Димитър Агура.